# إنجيل زوجة المسيح

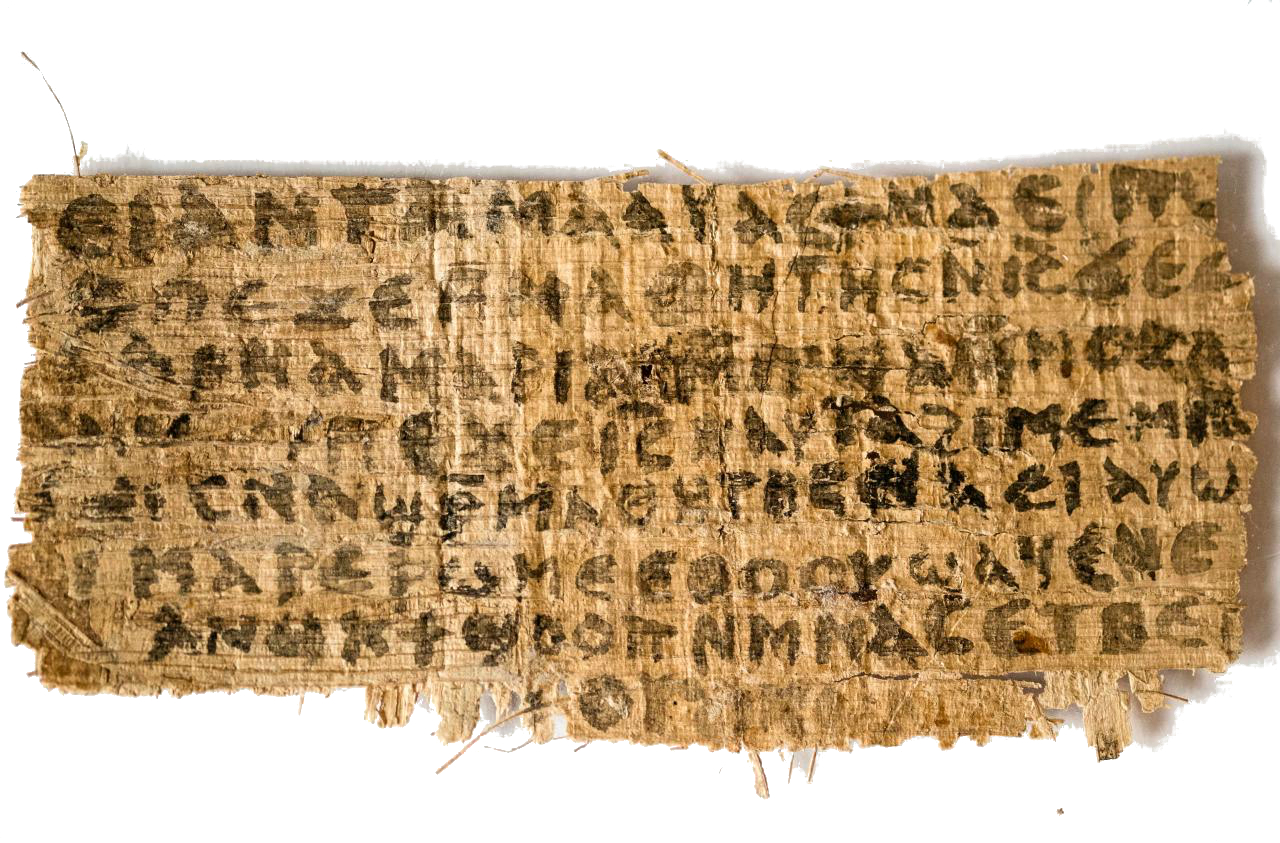
إنجيل زوجة المسيح

إنجيل زوجة المسيح هو قُصاصةٌ من بردية بنص قبطي يتضمّنُ الكلمات: «قال لهم يسوع، 'زوجتي...'». تلقّى هذا النصُّ اهتماماً واسع النطاق عندما نُشر للمرة الأولى سنة 2012، لما ظهر من اعتقاد بعض المسيحيين الأوائل أنّ يسوع كان مُتزوّجاً.
1. ↑  وصلة مرجع: https://rossonl.wordpress.com/2020/08/17/veritas-the-truth-of-the-jesus-wife-hoax-and-a-divinity-school-in-crisis/. الوصول: 26 أكتوبر 2023.
2. ↑  وصلة مرجع: http://www.theatlantic.com/magazine/archive/2016/07/the-unbelievable-tale-of-jesus-wife/485573/. الوصول: 18 يونيو 2016.